# Galametz
Galametz é uma comuna francesa na região administrativa de Altos da França, no departamento de Pas-de-Calais. Estende-se por uma área de 4,27 km². Em 2010 a comuna tinha 197 habitantes (densidade: 46,1 hab./km²).